# كورنيل ويست
كورنيل رونالد ويست (بالإنجليزية: Cornel West) (من مواليد 2 يونيو 1953) هو فيلسوف وناشط سياسي وناقد اجتماعي ومؤلف ومفكر أمريكي. وهو حفيد قس من الكنيسة المعمدانية. يركز ويست على دور العرق والجندر والطبقة في المجتمع الأمريكي والوسائل التي يتصرف الناس عبرها ويتفاعلون مع «التكييف الجذري» الخاص بهم. ولكونه ديمقراطيًا راديكاليًا واشتراكيًا، يستمد ويست مساهمات فكرية من تقاليد متعددة، مثل المسيحية، والكنيسة السوداء، والماركسية، والبراغماتية المحدثة، والفلسفة المتعالية. ومن بين أكثر كتبه تأثيرًا مسائل العرق (1994)، ومسائل الديمقراطية (2004).
يعد ويست صوتًا صادقًا في السياسة اليسارية في الولايات المتحدة، ولذلك فقد انتقد أعضاء الحزب الديمقراطي، مثل الرئيس السابق باراك أوباما وهيلاري كلينتون. وحصل على الأستاذية والزمالة في جامعة هارفارد، وكلية دارتموث، وجامعة برينستون، وجامعة ييل، وجامعة بيبردين، والمعهد اللاهوتي الاتحادي، وجامعة باريس خلال مسيرته المهنية. وهو أيضًا معلق دائم على السياسة والقضايا الاجتماعية في العديد من وسائل الإعلام.
منذ عام 2010 حتى عام 2013، شارك ويست في استضافة برنامج إذاعي مع تافيس سمايلي، بعنوان سمايلي أند ويست. وقد ظهر أيضًا في العديد من الأفلام الوثائقية، وظهر في أفلام هوليوودية مثل ذا ماتريكس ريلودد وذا ماتريكس رفلوشنز، وقدم تعقيبات لكلا الفيلمين. وقدم ويست أيضًا العديد من ألبومات الكلمة المنطوقة والهيب هوب، وبسبب عمله، اختير ليكون فنان الأسبوع على قناة إم تي في. ويستضيف ويست تدوينًا صوتيًا بعنوان ذا تايت روب مع تريشيا روز.

## نشأته
ولد ويست في 2 يونيو عام 1953 في تولسا، أوكلاهوما، وترعرع في ساكرامنتو، كاليفورنيا، حيث تخرج من مدرسة جون إف كينيدي الثانوية. وكانت والدته، إيرين (بياس)، معلمة ومديرة، وكان والده كليفتون لويس ويست جونيور مقاولًا عامًا لوزارة الدفاع. أما جده، كليفتون إل. ويست سينيور، راعي الكنيسة المعمدانية متروبوليتان تولسا. وسُميت مدرسة إيرين بي ويست الابتدائية في إلك غروفي، كاليفورنيا، باسم والدته.
عندما كان ويست شابًا، شارك في مظاهرات الحقوق المدنية ونظم احتجاجات للمطالبة بمقررات دراسية عن السود في مدرسته الثانوية، حيث كان رئيس الفصل. وكتب لاحقًا في شبابه أنه أعجب «بالنضال الأسود الصادق لمالكولم إكس، والغضب العنيد لحزب الفهود السود، واللاهوت الأسود الغاضب لجيمس إتش كون».
في عام 1970، بعد تخرجه من المدرسة الثانوية، التحق بكلية هارفارد وتلقى دروسًا من الفيلسوفين روبرت نوزيك وستانلي كافيل. في عام 1973، تخرج ويست من جامعة هارفارد بامتياز مع مرتبة الشرف في لغات وحضارة الشرق الأدنى. وينسب الفضل إلى جامعة هارفارد في تعريفه على مجموعة واسعة من الأفكار، متأثرًا بأساتذته وكذلك بحزب الفهود السود. يقول ويست إن مسيحيته منعته من الانضمام إلى حزب الفهود السود، وبدلًا من ذلك اختار العمل في برامج الإفطار والسجن والكنيسة المحلية. وبعد الانتهاء من دراسته الجامعية في جامعة هارفارد، التحق ويست بجامعة برينستون حيث نال درجة الدكتوراه في الفلسفة في عام 1980، ليصبح أول أمريكي من أصل أفريقي يتخرج من جامعة برنستون بدرجة دكتوراه في الفلسفة.
في برينستون، تأثر ويست بشدة بالبراغماتية المحدثة لريتشارد رورتي. وبقي رورتي صديقًا مقربًا وزميلًا لويست لسنوات طويلة بعد تخرج ويست. كان عنوان أطروحة ويست هو الأخلاق والتاريخية والتقليد الماركسي، وجرت مراجعتها ونشرها لاحقًا تحت عنوان الأبعاد الأخلاقية للفكر الماركسي.

## مشواره المهني

### المناصب الأكاديمية
في أواخر العشرينات من عمره، عاد إلى جامعة هارفارد كزميل دبليو إي بي دو بويز، قبل أن يصبح أستاذًا مساعدًا في معهد اللاهوت الاتحادي في مدينة نيويورك. في عام 1984، التحق بمدرسة ييل اللاهوتية ليصبح في النهاية معينًا مشتركًا في الدراسات الأمريكية. وأثناء وجوده في جامعة ييل، شارك في احتجاجات الحرم الجامعي من أجل نقابة عمالية دينية وسحب الاستثمارات من نظام الأبارتايد في جنوب إفريقيا. أسفرت إحدى الاحتجاجات عن اعتقاله وسجنه. وكعقوبة له، ألغت إدارة الجامعة إجازته لفصل الربيع في عام 1987، ما دفعه إلى الانتقال من جامعة ييل في نيو هيفن، كونيتيكت، حيث كان يدّرس فصلين، عبر المحيط الأطلسي إلى جامعة باريس.
ثم عاد إلى المعهد اللاهوتي الاتحادي لمدة عام واحد قبل أن ينتقل إلى برينستون ليصبح أستاذًا للدين ومديرًا لبرنامج الدراسات الأمريكية الأفريقية من عام 1988 حتى عام 1994. وبعد برينستون، وافق على التعيين كأستاذ للدراسات الأمريكية الأفريقية في جامعة هارفارد، مع تعيين مشترك في مدرسة هارفارد اللاهوتية. ودرّس ويست أحد أشهر المقررات في الجامعة، وهو فصل تمهيدي عن الدراسات الأمريكية الأفريقية. وفي عام 1998، عُين كأول أستاذ جامعي برتبة ألفونس فليتشير. واستخدم ويست هذا المنصب الجديد للتدريس في الدراسات الأمريكية الأفريقية، وفي اللاهوت والدين والفلسفة أيضًا.
غادر ويست هارفارد بعد خلاف ذاع صيته مع الرئيس آنذاك لورانس سامرز في عام 2002. في ذلك العام، عاد ويست إلى برينستون، حيث ساعد في إنشاء «أحد المراكز الرائدة في العالم للدراسات الأمريكية الأفريقية» وفقًا لشيرلي تيلغمان، رئيسة برينستون في عام 2011. وفي عام 2012، غادر ويست جامعة برينستون وعاد إلى المؤسسة التي بدأ فيها مهنته التدريسية، المعهد اللاهوتي الاتحادي. وكانت مغادرته لبرينستون وديًة للغاية، على عكس مغادرته جامعة هارفارد. واعتبارًا من عام 2017، استمر في تدريس المقررات بعض الأحيان في جامعة برينستون بصفته أستاذًا فخريًا وكأستاذ جامعي للصف 1943 في مركز الدراسات الأمريكية الأفريقية.
حصل ويست على أكثر من 20 درجة شرفية وجائزة الكتاب الأمريكي، وقد كتب أو ساهم في كتابة أكثر من عشرين كتابًا منشورًا. وهو عضو في منظمة الاشتراكيين الديمقراطيين في أمريكا منذ فترة طويلة، ويشغل الآن منصب الرئيس الفخري لها. وهو أيضًا أحد مؤسسي شبكة التقدم الروحي. وعضو في المجلس الاستشاري لمنظمة الجسور الدولية للعدالة.
في عام 2008، حصل على تقدير خاص من المجلس الثقافي العالمي.
وهو عضو أيضًا في أخوية ألفا فاي ألفا ومجلس السياسة العالمية التابع لها، وهو مجمع تفكير يهدف إلى توسيع مشاركة ألفا فاي ألفا في السياسة والسياسة الاجتماعية والحالية لتشمل الاهتمامات الدولية.
وتستشهد الصحافة الشعبية بأقوال ويست بشكل واسع. نالت أفكاره حصتها من النقد كما الثناء؛ ووصف المحرر الأدبي في ذا نيو ريببلك، ليون ويسيلتير، كتابات ويست بأنها «طائفية، وتفتقر إلى روح الدعابة، ومتحذلقة، ومعجبة بنفسها».
في نوفمبر عام 2016، أعلنت جامعة هارفارد أن ويست سيترك المعهد اللاهوتي الاتحادي ليصبح معينًا مشتركًا غير مثبت في مدرسة هارفارد اللاهوتية وقسم هارفارد للدراسات الأفريقية والأمريكية الأفريقية كأستاذ للفلسفة العامة.
وانتُخب ويست كعضو في الأكاديمية الأمريكية للفنون والعلوم في عام 1999.

## وصلات خارجية
- الموقع الرسمي
- كورنيل ويست في قاعدة بيانات الأفلام على الإنترنت
- كورنيل ويست التسجيلات من ديسكاغز.كوم
- West مرات الظهور على سي-سبان